# Jamaica Defence Force Air Wing
La Jamaica Defence Force Air Wing (tradotto dall'inglese:Forza di difesa giamaicana), è l'attuale aeronautica militare della Giamaica, componente aerea e parte integrante della Jamaica Defence Force, le forze armate giamaicane.
Compito dell'Air Wing è fornire servizio aereo a supporto degli obiettivi operativi delle Forze armate giamaicane.

## Storia
Dopo che la Giamaica ottenne l'indipendenza nel 1962, una delle necessità incontrate dal nuovo governo fu quella di istituire una forza di difesa militare del proprio territorio. Nella seconda parte dello stesso anno venne istituita una forza armata unica, la Jamaica Defence Force, con il compito di salvaguardare il territorio nazionale da possibili attacchi militari esterni e basata sulla precedente forza militare gestita dall'autorità militare britannica. Inizialmente era una forza di terra ma ben presto ci si rese conto della necessità di avere una componente aerea di supporto. Per ovviare a ciò nei primi mesi del 1963 venne creato il Jamaica Air Squadron, un'unità aerea di supporto alla guardia nazionale, e successivamente, il 3 luglio dello stesso anno, venne ufficialmente istituita la Jamaica Defence Force Air Wing, componente aerea delle forze armate.

## Aeromobili in uso
Sezione aggiornata annualmente in base al World Air Force di Flightglobal del corrente anno. Tale dossier non contempla UAV, aerei da trasporto VIP ed eventuali incidenti accorsi durante l'anno della sua pubblicazione. Modifiche giornaliere o mensili che potrebbero portare a discordanze nel tipo di modelli in servizio e nel loro numero rispetto a WAF, vengono apportate in base a siti specializzati, periodici mensili e bimestrali. Tali modifiche vengono apportate onde rendere quanto più aggiornata la tabella.
| Aeromobile                        | Origine     | Tipo                        | Versione (denominazione locale) | In servizio (2024) | Note | Immagine |
| Aerei da pattugliamento marittimo |             |                             |                                 |                    | |          |
| Beechcraft Super King Air         | Stati Uniti | aereo da trasporto leggero  | B350 MPA                        | 1                  | 1 B350 MPA consegnato il 14 novembre 2018.                                                                       |          |
| Aerei da trasporto                |             |                             |                                 |                    | |          |
| Antonov An-2 Colt                 | Ucraina     | aereo da trasporto          | An-2                            | ?                  | 2 An-2 consegnati.                                                                                               |          |
| Aerei da addestramento            |             |                             |                                 |                    | |          |
| Diamond DA 42 Twin Star           | Austria     | aereo da addestramento      | DA 42L-360                      | 2                  | 2 DA 42L-360 consegnati.                                                                                         |          |
| Diamond DA 40 Star                | Austria     | aereo da addestramento      | DA 40FP                         | 2                  | 4 DA 40FP consegnati.                                                                                            |          |
| Elicotteri                        |             |                             |                                 |                    | |          |
| Aérospatiale AS 350 Écureuil      | Francia     | elicottero utility          | AS 355N                         | 4                  | 4 AS 355N consegnati.                                                                                            |          |
| Bell 206 Jet Ranger III           | Stati Uniti | elicottero da addestramento | Bell 206B-3                     | 1                  | 3 Bell 206B-3 consegnati.                                                                                        |          |
| Bell 407 Long Ranger V            | Stati Uniti | elicottero utility          | Bell 407                        | 2                  | 4 Bell 407 ricevuti.                                                                                             |          |
| Bell 429 Global Ranger            | Stati Uniti | SAR MEDEVAC                 | Bell 429                        | 8                  | 9 Bell 429 ordinati a dicembre 2017.                                                                             |          |
| Bell 412                          | Stati Uniti | elicottero utility          | 412EP                           | 2                  | 3 Bell 412EP consegnati.                                                                                         |          |
| Bell 505 JetRangerX               | Stati Uniti | elicottero da addestramento | Bell 505                        | 6                  | 6 Bell 505 JetRangerX ordinati il 9 febbraio 2021. Tutti gli elicotteri sono stati consegnati il 11 maggio 2021. |          |

## Aeromobili ritirati
- Britten-Norman BN-2 Islander
- Cessna 210 Centurion
- Bell UH-1N Huey